# Vampyr (film)
Vampyr är en tysk-fransk skräckfilm från 1932 regisserad av Carl Theodor Dreyer. Filmen finansierades av baron Nicolas de Gunzburg som också spelade huvudrollen under pseudonymen Julian West.
Manuset skrevs av Dreyer och Christen Jul och baserades löst på delar av Sheridan Le Fanus novellsamling In a Glass Darkly.

## Handling
Allan Gray kommer till den avlägsna franska byn Courtempierre där han tar in på byns värdshus. Han väcks av en gammal man som lämnar ett paket som inte får öppnas förrän hans död. Gray tar med sig paketet och följer skuggorna till ett slott där han möter en annan gammal man. Han går vidare till en herrgård där den förste gamle mannen blir skjuten, Gray får reda på att en av mannens döttrar, Léone, är sjuk. Senare ser han och den äldre systern Gisèle henne vandra omkring utomhus och de hittar henne medvetslös med bitmärken på halsen.
Gray öppnar paketet och hittar en bok om vampyrer och inser att Léone har fallit offer för en vampyr. Byns läkare besöker Léone och Gray känner igen honom som den gamle mannen från slottet. Läkaren säger att hon behöver blod och Gray ställer upp på en transfusion, efteråt somnar han. Gray väcks av en tjänare på slottet som blivit misstänksam mot läkaren och de två stoppar honom från att förgifta Léone, läkaren flyr och Gray följer efter honom. På grund av blodbristen blir han sittande på en bänk där han börjar hallucinera. När han vaknar upp ser han den gamle tjänaren öppna vampyrens grav, tillsammans driver de ett järnspett genom hennes hjärta. Läkaren försöker fly genom en kvarn där han blir instängd och kvävs under tonvis med mjöl. Gisèle och Gray beger sig iväg tillsammans först över dimmigt vatten och sedan vidare in i en solskensupplyst glänta.

## Medverkande
| Julian West      | – Allan Gray         |
| Maurice Schutz   | – slottsherren       |
| Rena Mandel      | – Gisèle             |
| Sybille Schmitz  | – Léone              |
| Henriette Gérard | – Marguerite Chopin  |
| Jan Hieronimko   | – läkaren            |
| Albert Bras      | – den gamle tjänaren |
| N. Babanini      | – hans hustru        |
| Jane Mora        | – sjuksystern        |
| George Boidin    | – den enbente        |

## Produktion
Vampyr var Carl Theodor Dreyers första ljudfilm. Filmen spelades in mellan mars och oktober 1930 i och runt ett övergivet franskt slott. Inte en enda kuliss byggdes för filmen, Dreyer hyrde slottet, en kvarn, en övergiven isfabrik och byns värdshus och hela filmen spelades in på plats. Den tyska skådespelerskan Sybille Schmitz som spelar vampyrens offer och franske Maurice Schutz som spelar hennes far var de enda professionella skådespelarna i ensemblen.
När fotografen Rudolph Maté visade några bildrutor som blivit dimmiga på grund av oavsiktlig exponering för ljus för Dreyer bestämde denne sig för att fortsätta filma i samma stil. Detta åstadkom Maté genom att placera ett lager gasväv framför kameralinsen.
Vampyr spelades in helt utan ljud men vissa scener spelades in tre gånger. Skådespelarna sade sina repliker på franska, tyska och engelska så att läpprörelserna skulle stämma överens med ljudspåren som skulle spelas in senare. Efter inspelningen klippte Dreyer filmen och tog med den till Berlin där tre separata ljudspår spelades in helt och hållet i en studio. De separata ljudspåren var till för att garantera att filmen skulle kunna distribueras på en stor marknad utan att behöva text som störde bildflödet.

## Mottagande
Vampyr hade premiär i Berlin den 6 maj 1932. Filmen blev utbuad av delar av publiken vilket ledde till att Dreyer klippte bort flera scener från den. I Köpenhamn ett år senare fick filmen ett ljummet mottagande. Den avvisades för det mesta som avantgardistisk och speciell. Vid den franska premiären i Paris blev mottagandet blandat. Herbert Matthews vid New York Times skrev att filmen "antingen höll publiken trollbundna som i en lång mardröm eller rörde dem till hysteriskt skratt."
Filmen har senare omvärderats och på Rotten Tomatoes har filmen betyget 100%, baserat på 29 kritikerrecensioner med ett genomsnittligt betyg på 8,8 av 10.
Jonathan Rosenbaum på Chicago Reader skrev att filmen var den perfekta utgångspunkten för att förstå varför så många filmkritiker anser Carl Theodor Dreyer vara en av de största filmskaparna genom tiderna. J. Hoberman på The Village Voice beskrev filmen som "Dreyers mest radikala film" och "kanske en av ett dussin av mina favoritfilmer av någon regissör."